# Pomphorhynchidae
Pomphorhynchidae är en familj av hakmaskar. Enligt Catalogue of Life ingår Pomphorhynchidae i ordningen Echinorhynchida, klassen Palaeacanthocephala, fylumet hakmaskar och riket djur, men enligt Dyntaxa är tillhörigheten istället klassen Palaeacanthtocephala, fylumet hakmaskar och riket djur.
Kladogram enligt Catalogue of Life och Dyntaxa:
| Pomphorhynchidae | \| \| Longicollum \| \| \| \| \| \| Pomphorhynchus \| \| \| \| \| \| Tenuiproboscis \| \| \| \| |
|                  | \| \| Longicollum \| \| \| \| \| \| Pomphorhynchus \| \| \| \| \| \| Tenuiproboscis \| \| \| \| |
|                  | Arhythmacanthidae                                                                               |
|                  |                                                                                                 |
|                  | Cavisomidae                                                                                     |
|                  |                                                                                                 |
|                  | Diplosentidae                                                                                   |
|                  |                                                                                                 |
|                  | Echinorhynchidae                                                                                |
|                  |                                                                                                 |
|                  | Fessisentidae                                                                                   |
|                  |                                                                                                 |
|                  | Heteracanthocephalidae                                                                          |
|                  |                                                                                                 |
|                  | Hypoechinorhynchidae                                                                            |
|                  |                                                                                                 |
|                  | Illiosentidae                                                                                   |
|                  |                                                                                                 |
|                  | Polyacanthorhynchidae                                                                           |
|                  |                                                                                                 |
|                  | Rhadinorhynchidae                                                                               |
|                  |                                                                                                 |
|                  | Longicollum                                                                                     |
|                  |                                                                                                 |
|                  | Pomphorhynchus                                                                                  |
|                  |                                                                                                 |
|                  | Tenuiproboscis                                                                                  |
|                  |                                                                                                 |

|  | Longicollum    |
|  |                |
|  | Pomphorhynchus |
|  |                |
|  | Tenuiproboscis |
|  |                |